# Super Bowl XXII
Match précédent Match suivant
Le Super Bowl XXII est l'ultime rencontre de football américain de la saison 1987 de la NFL. Le match a lieu le 31 janvier 1988 au Jack Murphy Stadium de San Diego, Californie.
Herb Alpert y chante l'hymne national américain.
Les Redskins de Washington remportent le deuxième trophée Vince-Lombardi de leur histoire en s'imposant 42 à 10 face aux Broncos de Denver.
Doug Williams a été nommé meilleur joueur du match (MVP) et devient le premier quarterback noir à avoir remporté le Super Bowl.

## Déroulement du match
| Score      | Q1 | Q2 | Q3 | Q4 | Total |
| Washington | 0  | 35 | 0  | 7  | 42    |
| Denver     | 10 | 0  | 0  | 0  | 10    |

## Records
Plusieurs records de Superbowl furent établis par les Redskins
- Nombre total de yards gagnés : 602
- Nombre total de yards gagnés à la course : 280
- Touchdowns marqués : 6
- Nombre de yards gagnés dans un seul quart-temps[1] : 356
- Nombre de points marqués dans un quart-temps[1] : 35
- Nombre de touchdowns dans un quart-temps : 5
- Plus gros déficit de points remonté pour remporter un Superbowl : 10

Les deux équipes établirent également un record conjoint
- Nombre total de yards gagnés : 929